# Petra Gorr
Petra Gorr (* 8. Februar 1955 in Dippoldiswalde) ist eine deutsche Schauspielerin.

## Leben
Nach dem Abitur machte Petra Gorr zunächst eine Ausbildung zur Zootechnikerin, ehe sie an der Theaterhochschule Leipzig Schauspiel studierte. Seit 1979 hat sie ein Engagement am Volkstheater Rostock.
Gelegentlich arbeitet Gorr auch vor der Kamera. Sie wirkte unter anderem in jeweils einer Folge der Reihen Polizeiruf 110 und Tatort mit und war mehrfach in der Serie SOKO Wismar zu sehen. In den 1970er Jahren hatte sie Rollen in einigen Hörspielproduktionen des Rundfunks der DDR.

## Filmografie
- 1981: Juristen[2]
- 1989: Die gläserne Fackel (2 Folgen als Katja Angler)
- 1990: Der kleine Herr Friedemann
- 1990: Albert Einstein (Fernseh-Zweiteiler – Eine Formel explodiert)
- 1991: Luv und Lee (4 Folgen als Anna Lückmann)
- 1991: Polizeiruf 110 – Ein verhängnisvoller Verdacht
- 1992: Tatort – Camerone
- 1999: Ein starkes Team – Im Visier des Mörders
- 2001: Ein tödliches Wochenende
- 2011–2015: SOKO Wismar (4 Folgen als Frau Teichmann)

## Hörspiele
- 1977: Der Tod des Kommissars – Autor: Gerhard Jäckel – Regie: Günter Bormann
- 1977: Mr. Spotny und der Giftmischer – Autor: Wolf Dee – Regie: Günter Bormann
- 1978: Iwan, der Dummkopf – Autor: Leo Tolstoi – Regie: Annegret Berger